# Chinhahsan
Chinhahsan (Somali Jinacsani, auch Chinahasen, Chinhaksen, Chinaksen, Chenakson, Ch'ina Hasen, Chinhausen, Jinaasene, Gianasse, Ginesenei, Genesenei) ist ein Ort im Osten Äthiopiens. Er liegt auf einer Höhe von 1816 m und ist zwischen den Regionen Somali und Oromia umstritten.
Nach Angaben der Zentralen Statistikagentur Äthiopiens für 2005 hatte Chinhahsan 11.558 Einwohner. 1997 waren von 7.753 Einwohnern 67,92 % Oromo, 20,58 % Somali und 10,79 % Amharen.
Den Dokumenten der Zentralen Statistikagentur von 1998 und 2005 zufolge gehört Chinhahsan zur Woreda Jijiga in der Jijiga-Zone der Somali-Region. 2007 wird erstmals eine Woreda Chinaksan in der Ost-Harerge-Zone von Oromia erwähnt. In einem Bericht der Ethiopian News Agency wird Chinhahsan als Ort in der Ost-Harerge-Zone bezeichnet.

## Geschichte
Im Ogadenkrieg wurde Chinhahsan von somalischen Truppen erobert, die auf Dire Dawa vorrückten. Zwischen dem 5. und 9. Februar 1978 nahmen äthiopische und kubanische Truppen Chinhahsan und weitere Orte wie Milo, Anonomite, Belewa, Ejarso Goro und Gursum wieder ein.
2004 wurden Referenden in verschiedenen umstrittenen Gebieten zwischen der Somali- und der Oromia-Region durchgeführt, um deren Zugehörigkeit festzulegen. Der Grenzstreit konnte dadurch jedoch nicht beigelegt werden, denn insbesondere die Somali erhoben den Vorwurf von Betrug. Zu den umstrittenen Ergebnissen gehört die Übertragung von Chinhahsan nach Oromia.
Ende Januar 2009 erstellte die Ethiopian Electric Power Corporation eine 27 km lange Stromleitung von Jijiga nach Chinhahsan, um den Ort erstmals 24 Stunden täglich mit Elektrizität zu versorgen.